# Micrelenchus huttonii
Micrelenchus huttonii är en snäckart som först beskrevs av E.A. Smith 1876.  Micrelenchus huttonii ingår i släktet Micrelenchus och familjen pärlemorsnäckor. Inga underarter finns listade i Catalogue of Life.